# 8 septembre en sport
8 août 8 octobre
Chronologies thématiques
- Croisades
- Ferroviaires
- Disney

Le 8 septembre est le 251e jour de l'année (252e en cas d'année bissextile) du calendrier grégorien.

## Événements

### XIXesiècle
- 1880
  - (Cricket) : premier match international de cricket se déroulant en Angleterre. Les Anglais s’imposent face aux Australiens à l’Oval (Londres) par 5 wickets[1].
- 1888
  - (Football) : première journée de la Football League. On commence le championnat sans avoir pris de décision définitive concernant la comptabilité des points. C'est en novembre qu'on tombe d'accord pour accorder deux points pour une victoire, un pour un nul et zéro pour une défaite. Douze clubs prennent part à cette première édition : Preston North End FC bat Burnley 5 à 2, Wolverhampton Wanderers FC et Aston Villa 1-1, Derby County FC vient gagner 6-3 à Bolton Wanderers, West Bromwich Albion s’impoose 2-0 à Stoke City FC, Everton Football Club bat Accrington FC 2-1, Notts County FC et Blackburn Rovers attendent le 15 septembre pour faire leur entrée dans ce championnat.

### XXesièclede1901à1950
- 1930 :
  - (Sport automobile) : Grand Prix automobile de Lviv.
- 1935 :
  - (Sport automobile) : Grand Prix automobile d'Italie.

### XXesièclede1951à2000
- 1953 :
  - (Tennis) : Maureen Connolly bat Doris Hart 6-2, 6-4 lors des Internationaux des États-Unis d'Amérique et remporte le premier Grand Chelem de l'histoire du tennis.
- 1957 :
  - (Formule 1) : Grand Prix automobile d'Italie.
- 1963 :
  - (Sport automobile / Formule 1) : à l'issue de sa victoire - la huitième de sa carrière - lors du GP d'Italie, septième épreuve de la saison, Jim Clark remporte le Championnat du monde de Formule 1 au volant d'une Lotus-Climax.
- 1968 :
  - (Formule 1) : Grand Prix automobile d'Italie.
- 1972 :
  - (Voile) : Serge Maury devient champion olympique de Finn (voile).
- 1974 :
  - (Athlétisme) : Rosemarie Ackermann porte le record du monde féminin du saut en hauteur à 1,95 mètre.
  - (Formule 1) : Grand Prix automobile d'Italie.
- 1982 :
  - (Athlétisme) : lors des Championnats d'Europe d'athlétisme à Athènes :
  - Marita Koch porte le record du monde du 400 mètres en 48 s 16.
  - Daley Thompson porte le record du monde du décathlon à 8 744 points.
  - Ulrike Meyfarth porte le record du monde du saut en hauteur à 2,02 m.
- 1985 :
  - (Formule 1) : Grand Prix automobile d'Italie.
  - (Tennis) : Ivan Lendl remporte la victoire sur John McEnroe en finale des Internationaux de tennis des États-Unis.
  - (Trial) : Thierry Michaud devient champion du monde de trial.
- 1988 :
  - (Athlétisme): Javier Sotomayor bat le record du monde du saut en hauteur avec un bond de 2,43 m.
- 1990 :
  - (Football) : annonce de la nomination de Franz Beckenbauer au poste d'entraineur de l'Olympique de Marseille.
  - (Tennis) : Gabriela Sabatini remporte son premier titre du grand chelem en défaisant Steffi Graf 6-2, 7-6 et 7-4 aux Internationaux de tennis des États-Unis.
  - (Traversée du Désert) : Philippe Frey part de Marsa Alam en Égypte pour la traversée du Sahara de la mer Rouge à l'océan Atlantique en solo, avec 2 chameaux.
- 1991 :
  - (Formule 1) : Grand Prix automobile d'Italie.
  - (Tennis) : Stefan Edberg remporte l'US Open à Flushing Meadows face à Jim Courier.
- 1993 :
  - (Athlétisme) : Junxia Wang porte le record du monde féminin du 10 000 mètres à 29 min 31 s 78.
- 1996 :
  - (Formule 1) : Grand Prix automobile d'Italie.
- 1998 :
  - (Cyclisme /Dopage) : Willy Voet, soigneur de l'équipe cycliste Festina est arrêté en possession de produits dopants.

### XXIesiècle
- 2008 :
  - (Tennis) : Roger Federer remporte son cinquième titre de l'US Open à Flushing Meadows face à Andy Murray en trois sets : 6-2, 7-5, 6-2.
- 2015 :
  - (Football /Championnat d'Europe) : l'Autriche se qualifie pour le Championnat d'Europe qui se déroulera en France.
- 2016 :
  - (Cyclisme sur route /Tour d'Espagne) : sur la 18e étape du Tour d'Espagne 2016, victoire du Danois Magnus Cort Nielsen et le Colombien Nairo Quintana conserve le maillot de leader.
- 2017 :
  - (Cyclisme sur route /Tour d'Espagne) : sur la 19e étape du Tour d'Espagne 2017, qui relie Caso à Gijón, sur une distance de 149,7 kilomètres, victoire du Belge Thomas De Gendt. Le Britannique Christopher Froome conserve le maillot rouge.
- 2018 :
  - (Cyclisme sur route /Tour d'Espagne) : sur la 14e étape du Tour d'Espagne qui relie Cistierna et Les Praeres de Nava, sur un parcours de 171 kilomètres, victoire du Britannique Simon Yates qui s'empare du maillot rouge.
  - (Tennis /Grand Chelem) : en finale du double mixte de l'US Open, victoire de l'américaine Bethanie Mattek-Sands associée au Britannique Jamie Murray qui s'imposent face aux américains Christina McHale et Christian Harrison 6-4, 2-6 et 10-8. Dans le simple dames, c'est la Japonaise Naomi Osaka qui remporte son 1er titre du Grand Chelem en s'imposant contre l'américaine Serena Williams 6-2, 6-4. Une rencontre marquée par un incident entre l'Américaine et l'arbitre de la rencontre[2]. en Handisport sur le double masculin, victoire des Britanniques Alfie Hewett et Gordon Reid qui s'imposent face aux Français Stéphane Houdet et Nicolas Peifer 5-7, 6-3 et 11-9, sur le double féminin, c'est la Néerlandaise Diede de Groot associée à la Japonaise Diede de Groot qui s'imposent face aux Néerlandaises Marjolein Buis et Aniek van Koot 6-3, 6-4.
- 2020 :
  - (Cyclisme sur route /Tour de France) : sur la 10e étape du Tour de France qui se déroule entre l'Île d'Oléron et l'Île de Ré, sur une distance de 168,5 kilomètres, victoire de l'Irlandais Sam Bennett au sprint. Le Slovène Primož Roglič conserve le Maillot jaune.
- 2023 :
  - (Cyclisme sur route /Tour d'Espagne) : sur la 13e étape du Tour d'Espagne qui se déroule entre Formigal-Huesca la Magia (Aragon) et le col du Tourmalet en France (Hautes-Pyrénées) sur une distance de 134,7 km, victoire du Danois Jonas Vingegaard et l'Américain Sepp Kuss conserve le maillot rouge.
  - (Rugby à XV /Mondial) : début de la 10e édition de la Coupe du monde de rugby à XV qui se déroule en France et dont la finale aura lieu le 28 octobre 2023. En match d'ouverture l'équipe de France bat l'équipe de Nouvelle-Zélande 27-13 au Stade de France.
- 2024 :
  - (Cyclisme sur route /Tour d'Espagne) : sur la 21e et dernière étape du Tour d'Espagne qui se déroule à Madrid sous la forme d'un contre-la-montre individuel, sur une distance de 22 km[3], victoire du Suisse Stefan Küng. Le Slovène Primož Roglič remporte son 4e Tour d'Espagne[4].
  - (Jeux paralympiques /Jeux de Paris) : 11e jour de compétition des Jeux paralympiques suivi de la cérémonie de clôture au stade de France. 
  - (Tennis /Grand Chelem) : en finale messieurs de l'US Open, victoire de l'Italien Jannik Sinner face à l'Américain Taylor Fritz 6-3, 6-4, 7-5.

## Naissances

### XIXesiècle
- 1867 :
  - Maurice Audibert, pilote de courses automobile et industriel français. († 21 juillet 1931).
- 1881 :
  - Harry Hillman, athlète de haies et de sprint américain. Champion olympique du 200 et 400 m haies puis du 400 m aux Jeux de Saint-Louis 1904 et médaillé d’argent du 400 m haies aux Jeux de Londres 1908. († 9 août 1945).
- 1883 :
  - Théodore Pilette, pilote de courses automobile belge. († 3 mai 1921).
- 1897 :
  - Xavier Eluère, boxeur français. Médaillé de bronze des +79,5 kg aux Jeux d'Anvers 1920. († 5 février 1967).

### XXesièclede1901à1950
- 1906 :
  - Emilia Rotter, patineuse artistique de couple hongroise. Médaillée de bronze aux Jeux de Lake Pacid 1932 et aux Jeux de Garmisch-Partenkirchen 1936. Championne du monde de patinage artistique en couple 1931, 1933, 1934 et 1935. Championne d'Europe de patinage artistique en couple 1934. († 28 janvier 2003).
- 1907 :
  - Jean Aerts, cycliste sur route belge. Champion du monde de cyclisme sur route 1935. Vainqueur du Tour de Belgique 1933. († 15 juin 1992).
- 1908 :
  - Knut Fridell, lutteur de libre suédois. Champion olympique des -87kg aux jeux de Berlin 1936. († 3 février 1992).
- 1912 :
  - Jacques Péron, pilote de rallyes automobile et d'endurance français. († 10 octobre 1988).
- 1933 :
  - Maigonis Valdmanis, basketteur soviétique puis letton. Médaillé d'argent aux Jeux d'Helsinki 1952, aux Jeux de Melbourne 1956 et aux Jeux de Rome 1960. Champion d'Europe de basket-ball 1957, 1959 et 1961. Vainqueur des Euroligue 1958, 1959 et 1960. († 30 octobre 1999).
- 1939 :
  - Michel Roche, cavalier de saut d'obstacles français. Champion olympique par équipes aux Jeux de Montréal 1976. († 11 juin 2004).
- 1942 :
  - Gerd Backhaus, footballeur est-allemand puis allemand. (3 sélections avec l'équipe d'Allemagne de l'Est).
- 1945 :
  - Rogatien Vachon, hockeyeur sur glace canadien.
- 1946 :
  - L. C. Greenwood, joueur de foot U.S. américain. († 29 septembre 2013).
- 1947 :
  - Jean-Michel Larqué, footballeur puis entraîneur et consultant TV français. (14 sélections en équipe de France).
- 1948 :
  - Jean-Pierre Monseré, cycliste sur route belge. Champion du monde sur route 1970. Vainqueur du Tour de Lombardie 1969. († 15 mars 1971).

### XXesièclede1951à2000
- 1951 :
  - Tim Gullikson, joueur de tennis américain. († 3 mai 1996).
- 1956 :
  - Maurice Cheeks, basketteur puis entraîneur américain.
  - Stefan Johansson, pilote de F1 et de courses automobile d'endurance suédois. Vainqueur des 24 Heures du Mans 1997.
- 1960 :
  - Antoine Richard, athlète de sprint français. Médaillé de bronze du relais 4 × 100 m aux Jeux de Moscou 1980.
  - Aguri Suzuki, pilote de F1 et de courses automobile d'endurance japonais.
- 1962 :
  - Sergio Casal, joueur de tennis espagnol. Médaillé d'argent du double aux Jeux de Séoul 1988.
- 1969 :
  - Gary Speed, footballeur puis entraîneur gallois. (85 sélections en équipe nationale). Sélectionneur de l'Équipe du pays de Galles de 2010 à 2011. († 27 novembre 2011).
- 1970 :
  - Paul DiPietro, hockeyeur sur glace canado-suisse.
  - Dimítris Itoúdis, entraîneur de basket-ball grec.
  - Latrell Sprewell, basketteur américain.
- 1972 :
  - Markus Babbel, footballeur puis entraîneur allemand. Champion d'Europe de football 1996. Vainqueur de la Coupe UEFA 1996. (51 sélections en équipe nationale).
  - Os du Randt, joueur de rugby sud-africain.Champion du monde de rugby à XV 1995 et 2007. Vainqueur du Tri-nations 2004. (80 sélections en équipe nationale).
- 1975 :
  - Elena Likhovtseva, joueuse de tennis russe. Victorieuse de la Fed Cup 2004.
  - John Thomas, basketteur américain.
- 1976 :
  - Sjeng Schalken, joueur de tennis néerlandais.
- 1977 :
  - Jason Collier, basketteur américain. († 15 octobre 2005).
- 1980 :
  - Mbulaeni Mulaudzi, athlète de demi-fond sud-africain. Médaillé d'argent du 800 m aux Jeux d'Athènes 2004. Champion du monde d'athlétisme du 800 m 2009. († 24 octobre 2014).
  - Étienne Svilarich, navigateur français.
- 1981 :
  - Selim Benachour, footballeur franco-tunisien. Champion d'Afrique des nations de football 2004. (44 sélections avec l'équipe de Tunisie).
  - Jérôme Schmitt, basketteur français. Médaillé de bronze à l'Euro de basket-ball 2005. (16 sélections en équipe de France).
- 1982 :
  - Nathan Brannen, athlète de demi-fond canadien.
  - Sébastien Carole, footballeur français.
  - Koen de Kort, cycliste sur route néerlandais.
- 1984 :
  - Jennifer Humphrey, basketteuse américaine.
  - Daniele Hypólito, gymnaste artistique brésilienne.
  - Vitaly Petrov, pilote de F1 russe.
- 1985 :
  - Teddy Purcell, hockeyeur sur glace canadien.
- 1986 :
  - Carlos Bacca, footballeur colombien. Vainqueur des Ligue Europa 2014 et 2015. (35 sélections en équipe nationale).
  - Eden Ben Basat, footballeur israélien. (12 sélections en équipe nationale).
  - Johan Dahlin, footballeur suédois.
  - Micah Downs, basketteur américain.
  - João Moutinho, footballeur portugais. Champion d'Europe de football 2016. Vainqueur de la Ligue Europa 2011. (111 sélections en équipe nationale).
- 1987 :
  - Alexandre Bilodeau, skieur acrobatique canadien. Champion olympique des bosses aux Jeux de Vancouver 2010 puis aux Jeux de Sotchi 2014. Champion du monde de ski acrobatique des bosses en parallèles 2009, 2011 et 2013.
  - Derrick Brown, basketteur américain.
  - Illya Marchenko, joueur de tennis ukrainien.
  - Brenda Martinez, athlète de demi-fond américaine.
  - Marcel Nguyen, gymnaste artistique allemand. Médaillé d'argent du concours général individuel et des barres parallèles aux Jeux de Londres 2012. Champion d'Europe de gymnastique artistique masculine du concours par équipes 2010, des barres parallèles 2011 et 2012.
  - Marc-Antoine Pellin, basketteur français. (8 sélections en Équipe de France).
  - Nic Wise, basketteur américain.
- 1988 :
  - Maxime Barthelmé, footballeur français.
  - Patrick Hager, hockeyeur sur glace allemand. Médaillé d'argent aux Jeux de Pyeongchang 2018.
  - Mexer, footballeur mozambicain. (36 sélections en équipe nationale).
- 1989 :
  - Elena Arzhakova, athlète de demi-fond russe.
  - Jetse Bol, cycliste sur route néerlandais.
  - Bernard Foley, joueur de rugby à XV et à VII australien. Vainqueur du The Rugby Championship 2015. (76 sélections avec l'équipe de rugby à XV et 4 avec celle de rugby VII).
  - Josephine Henning, footballeuse allemande. Championne olympique aux Jeux de Rio 2016. Championne d'Europe de football 2013. Victorieuse de la Ligue des champions 2010, 2013, 2014 et 2017. (42 sélections en équipe nationale).
- 1990 :
  - Matthew Dellavedova, basketteur australien.
- 1992 :
  - Josué Brachi, haltérophile espagnol. Champion d'Europe d'haltérophilie des -56 kg 2018.
  - Temi Fagbenle, basketteuse britannique.
  - Paul Fentz, patineur artistique allemand.
  - Jay McCarthy, cycliste sur route australien.
- 1993 :
  - Francis Lokoka, futsalleur français. (20 sélections en équipe de France).
- 1994 :
  - Yassine Benzia, footballeur franco-algérien. (9 sélections avec l'équipe d'Algérie).
  - Ćamila Mičijević, handballeuse croate. (45 sélections en équipe nationale).
- 1995 :
  - Ellie Black, gymnaste canadienne.
  - Martin Ponsiluoma, biathlète suédois. Médaillé d'argent de la mass star aux Jeux de Pékin 2022. Champion du monde de biathlon du sprint 2021 et du relais 4 × 7,5 km 2024.
  - Julian Weigl, footballeur allemand. (6 sélections en équipe nationale).
- 1998 :
  - Steven Alzate, footballeur anglo-colombien. (7 sélections avec l'Équipe de Colombie).
  - Daiki Sugioka, footballeur japonais. (5 sélections en équipe nationale).
- 1999 :
  - Thomas Champion, cycliste sur route français.
- 2000 :
  - Léo Darrélatour, joueur de rugby à XV et à XIII français.
  - Miles McBride, basketteur américain.
  - Milan van Ewijk, footballeur néerlandais.

### XXIesiècle
- 2002 :
  - Luka Sučić, footballeur croate.

## Décès

### XXesièclede1901à1950
- 1909 :
  - Vere St. Leger Goold, 55 ans, joueur de tennis britannique. (° 2 octobre 1853).
- 1922 : 
  - Léonce Girardot, 58 ans, pilote de courses automobile français. (° 30 avril 1864).

- 1923 :
  - Ugo Sivocci, 38 ans, pilote de courses automobile italien. (° 29 août 1885).
- 1950 : 
  - Victor Hémery, 73 ans, pilote de courses automobile français. (° 18 novembre 1876).

### XXesièclede1951à2000
- 1955 :
  - Richard Verderber, 71 ans, fleurettiste et sabreur autrichien. Médaillé d'argent du sabre par équipes et de bronze du fleuret individuel aux Jeux de Stockholm 1912. (° 23 janvier 1884).
- 1958 :
  - Émile Delchambre, 82 ans, rameur français. Champion olympique en quatre avec barreur aux Jeux de Paris 1900. (° 3 décembre 1875).
- 1970 :
  - José Pedro Cea, 70 ans, footballeur puis entraîneur uruguayen. Champion olympique aux Jeux de Paris 1924 et aux Jeux d'Amsterdam 1928. Champion du monde de football 1930. Vainqueur de la Copa América 1923 et 1924. (27 sélections en équipe nationale). Sélectionneur de l'Équipe d'Uruguay de 1941 à 1942. (° 1er septembre 1900).
- 1972 :
  - Warren Kealoha, 69 ans, nageur américain. Champion olympique du 200 dos aux Jeux olympiques d'Anvers 1920 et aux Jeux de Paris 1924. (° 3 mars 1903).
- 1978 :
  - Jean Nicolas, 65 ans, footballeur puis entraîneur français. (25 sélections en équipe de France). (° 9 juin 1913).
  - Ricardo Zamora, 77 ans, footballeur puis entraîneur espagnol. Médaillé d'argent aux Jeux d'Anvers 1920. (46 sélections en équipe nationale). Sélectionneur de l'équipe d'Espagne en 1952 et de l'équipe du Venezuela en 1953. (° 21 janvier 1901).
- 1983 :
  - Antonin Magne, 79 ans, cycliste sur route français. Champion du monde de cyclisme sur route 1936. Vainqueur des Tours de France 1931 et 1934. (° 15 février 1904).
- 1984 :
  - Georges Meuris, 77 ans, footballeur puis entraîneur français. (1 sélection en équipe de France). (° 14 mars 1907).
  - Johnnie Parsons, 66 ans, pilote de courses automobile allemand. Vainqueur des 500 miles d'Indianapolis 1950. (° 4 juillet 1918).
- 1997 :
  - René Bihel, 81 ans, footballeur puis entraîneur français. (6 sélections en équipe de France). (° 2 septembre 1916).

### XXIesiècle
- 2005 :
  - Noel Cantwell, 73 ans, footballeur puis entraîneur et joueur de cricket irlandais. (36 sélections avec l'équipe d'Irlande et 1 sélection en test cricket). (° 28 février 1932).
- 2006 :
  - Peter Brock, 61 ans, pilote de courses automobile australien. (° 26 février 1945).
  - Michel Dubois, 58 ans, pilote de courses automobile français. (° 7 mai 1948).
- 2014 :
  - Sean O'Haire, 43 ans, kick boxeur américain. (° 25 février 1971).